# Daniel de Freitas Barros
Daniel de Freitas Barros foi um político brasileiro do estado de Minas Gerais. Foi deputado estadual em Minas Gerais, durante o período de 1959 a 1967 na 4ª e na 5ª legislatura, respectivamente pelo PTN e pelo PTB.